# Yuya Yamada
Yuya Yamada (født 12. april 1988) er en japansk fodboldspiller.
Han har spillet for flere forskellige klubber i sin karriere, herunder Kagoshima United FC.